# Храстник (община)
Община Храстник (словен. Občina Hrastnik) — одна з общин в центральній Словенії. Адміністративним центром є місто Храстник. Майже 60 % її території вкрито лісами, колись община була багата дубовими лісами.

## Населення
У 2010 році в общині проживало 10031 осіб, 4857 чоловіків і 5174 жінок. Чисельність економічно активного населення (за місцем проживання), 3765 осіб. Середня щомісячна чиста заробітна плата одного працівника (EUR), 824,34 (в середньому по Словенії 966.62). Приблизно кожен другий житель у громаді має автомобіль (45 автомобілів на 100 жителів). Середній вік жителів склав 43,6 роки (в середньому по Словенії 41.6).